# Garmiani
Jiar Garmiani é um produtor de música eletrônica e DJ. Já foi o topo de uma parada da Billboard.

## Discografia

### Singles
- 2015 08 11 – "Jump & Sweat" (com Sanjin) (Dim Mak Records)
- 2015 03 02 – "Zaza" (Remixes) (Dim Mak Records)
- 2014 10 10 – "Zaza" (Dim Mak Records)
- 2014 02 11 – "Nomad" (Dim Mak Records)
- 2013 09 10 – Rumble EP Remixed (Dim Mak Records)
- 2013 05 21 – Rumble EP (Dim Mak Records)
- 2013 01 14 – "The City Is Mine" (com Salvatore Ganacci) (Magik Muzik/Black Hole Recordings)
- 2012 06 19 – Now That We Found Love
- 2012 04 24 – "In Front of Your Eyes"

### Remixes
- 2014 02 18 – Deorro & ZooFunktion - Hype (Garmiani Remix) (Dim Mak Records)
- 2013 12 03 – Steve Aoki & Rune RK feat. Ras - "Bring You to Life" (Transcend) (Garmiani Remix) (Dim Mak Records)
- 2013 04 28 – Manufactured Superstars - "Zombies In Love" (Garmiani Remix) (Magik Muzik/Big Beat Records/Spinnin' Records)
- 2013 02 04 – Arash com. Sean Paul - "She Makes Me Go" (Garmiani Remix) (Extensive Music/Warner Music Group/Universal Music Group)

### Unofficial Remixes/Bootlegs
- 2015 07 06 – Swedish House Mafia - "One" (Garmiani Remix)
- 2014 03 15 – Dimitri Vegas & Like Mike vs DVBBS & Borgeous - "Stampede" (Salvatore Ganacci & Garmiani Remix)